# 340.
◄ | 3. stoljeće | 4. stoljeće | 5. stoljeće | ►
◄ | 310-ih | 320-ih | 330-ih | 340-ih | 350-ih | 360-ih | 370-ih | ►
◄◄ | ◄ | 337. | 338. | 339. | 340. | 341. | 342. | 343. | ► | ►►
Astronomija • Književnost • Kršćanstvo

## Smrti
- Konstantin II., rimski car

## Vanjske poveznice
|  | Zajednički poslužitelj ima još gradiva o temi 340. |